# Terry Dehere
Lennox Dominique „Terry” Dehere (ur. 12 września 1971 w Nowym Jorku) – amerykański koszykarz, występujący na pozycji rzucającego obrońcy.

## Osiągnięcia

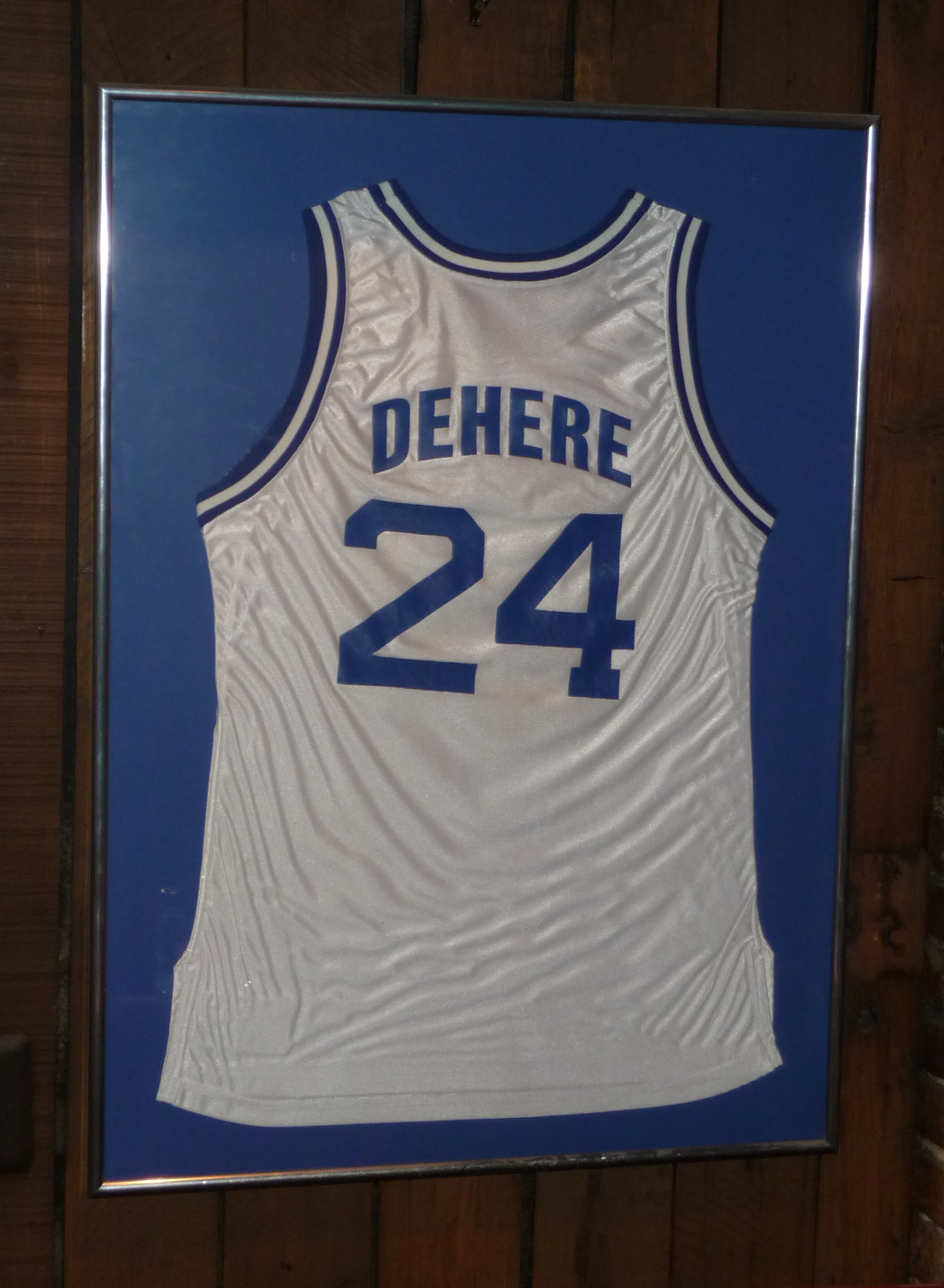
Koszulka Seton Hall Pirates z numerem Dehere'a, wisząca w jego restauracji, w Jersey City.

Na podstawie, o ile nie zaznaczono inaczej.
NCAA
- Uczestnik rozgrywek:
  - Elite Eight turnieju NCAA (1991)
  - Sweet 16 turnieju NCAA (1991, 1992)
  - II rundy turnieju NCAA (1991–1993)
- Mistrz:
  - sezonu zasadniczego konferencji Big East (1992, 1993)
  - turnieju konferencji Big East (1991, 1993)
- Zawodnik roku konferencji Big East (1993)[2]
- Most Outstanding Player (MOP=MVP) turnieju konferencji Big East (1993)[3]
- Laureat Haggerty Award (1993)[4]
- Zaliczony do:
  - I składu:
    - Big East (1991–1993)
    - turnieju Big East (1992, 1993)

  - II składu All-American (1993)
- Drużyna Seton Hall Pirates zastrzegła należący do niego numer 24
- Lider Big East w[5]:
  - średniej zdobytych punktów (22 – 1993)
  - liczbie:
    - zdobytych punktów (770 – 1993)
    - celnych i oddanych rzutów:
      - z gry (1993)
      - wolnych (1993)
      - za 3 punkty (1991, 1993)

Drużynowe
- Mistrz Niemiec (2000)
- Wicemistrz D-League (2002)
- Finalista pucharu Niemiec (2000)

Indywidualne
- Lider D-League w skuteczności rzutów za 3 punkty (2002)

Reprezentacja
- Brązowy medalista igrzysk panamerykańskich (1991)[6]
- Mistrz Ameryki U–18 (1990)[7]